# Хурух
Хурух (авар. ХӀурухъ) — село Чародинского района Дагестана. Входит в состав Магарского сельсовета.

## География
Село находится на берегу реки Рисор (бассейн реки Каракойсу), на расстоянии 11 км к югу от села Цуриб, административного центра района.

## Население
| 1888 | 1895 | 1926 | 1939 | 1970 | 1989 | 2002 |
| ---- | ---- | ---- | ---- | ---- | ---- | ---- |
| 336  | ↗355 | ↘304 | ↘179 | ↗181 | ↘92  | ↗114 |
| 2010 | 2021 |      |      |      |      |      |
| ↘88  | ↗306 |      |      |      |      |      |

## Известные уроженцы
- Арацилов, Магомедхан Сулейманович (род. 1951) — советский борец вольного стиля. Заслуженный мастер спорта СССР[10].
- Гайдарбеков, Гайдарбек Абдулаевич (род. 1976) — российский боксёр. Олимпийский чемпион. Заслуженный мастер спорта России.
- Магомедов, Хасрат Шамсулгудаевич (1949—2015) — советский борец вольного стиля. Мастер спорта СССР международного класса.